# Duncombe
Duncombe és una població dels Estats Units a l'estat d'Iowa. Segons el cens del 2000 tenia 474 habitants.

## Demografia
Segons el cens del 2000, Duncombe tenia 474 habitants, 192 habitatges, i 124 famílies. La densitat de població era de 92,9 habitants/km².
Dels 192 habitatges en un 32,3% hi vivien nens de menys de 18 anys, en un 52,6% hi vivien parelles casades, en un 9,4% dones solteres, i en un 35,4% no eren unitats familiars. En el 29,2% dels habitatges hi vivien persones soles el 15,1% de les quals corresponia a persones de 65 anys o més que vivien soles. El nombre mitjà de persones vivint en cada habitatge era de 2,47 i el nombre mitjà de persones que vivien en cada família era de 3,09.
Per edats la població es repartia de la següent manera: un 26,6% tenia menys de 18 anys, un 8,9% entre 18 i 24, un 29,5% entre 25 i 44, un 19,4% de 45 a 60 i un 15,6% 65 anys o més.
L'edat mediana era de 36 anys. Per cada 100 dones de 18 o més anys hi havia 91,2 homes.
La renda mediana per habitatge era de 34.750 $ i la renda mediana per família de 41.591 $. Els homes tenien una renda mediana de 29.107 $ mentre que les dones 23.958 $. La renda per capita de la població era de 14.915 $. Entorn del 3,3% de les famílies i el 7,7% de la població estaven per davall del llindar de pobresa.

## Poblacions més properes
El següent diagrama mostra les poblacions més properes.